# Шамші-Адад IV
Шамші-Адад IV (аккад. Моє сонце — Адад) — цар Ассирії, правив приблизно в 1054-1050 до н. е.. Молодший син Тіглатпаласара I. Припускають, що зайняв престол, усунувши свого племінника Еріба-Адада II. Від часу його правління відомо лише те, що він відновив один із зруйнованих храмів.
Правив 4 роки.
| Середньоассирійський період |                                      |                               |
| Попередник: Еріба-Адад II   | цар Ассирії бл. 1054 — 1050 до н. е. | Наступник: Ашшур-націр-апал I |